# Makedonský denár
Makedonský denár (makedonsky македонски денар) je zákonným platidlem balkánského státu Severní Makedonie. Jeho ISO 4217 kód je MKD. Jedna setina denáru se nazývá 1 deni. Název „denár“ má severomakedonská měna podobný s několika dalšími měnami států, které v minulosti byly součásti Osmanské říše.

## Minulost a budoucnost měny
Makedonie byla až do vyhlášení nezávislosti v roce 1991 jednou ze šesti socialistických republik Socialistické federativní republiky Jugoslávie. Společnou měnu Jugoslávie - jugoslávský dinár - užívala Makedonie až do 26. května 1992, kdy zavedla makedonský denár jako nové platidlo v nově nezávislém státě. Makedonský denár byl odvozen od jugoslávského v poměru 1:1. V roce 1993 došlo k měnové reformě, kdy bylo sto "starých" denárů nahrazeno jedním „novým“ denárem.
Severní Makedonie má od prosince 2005 oficiální status kandidátské země Evropské unie. Jednou z podmínek vstupu kandidátské země do EU je, že na svém území zavede společnou měnu euro. Dá se tedy očekávat, že i makedonský denár bude časem eurem nahrazen.

## Mince a bankovky
Mince denáru jsou raženy v hodnotách 1, 2, 5, 10 a 50 denárů (denari). Bankovky mají nominální hodnoty 10, 50, 100, 200, 500, 1000, 2 000 a 5 000 denárů (denari).

### Republika Makedonie (1993–2019)
| Mince makedonského denáru (od roku 1993) | Mince makedonského denáru (od roku 1993) | Mince makedonského denáru (od roku 1993) | Mince makedonského denáru (od roku 1993) | Mince makedonského denáru (od roku 1993) | Mince makedonského denáru (od roku 1993) | Mince makedonského denáru (od roku 1993) | Mince makedonského denáru (od roku 1993)                                                                                 | Mince makedonského denáru (od roku 1993) | Mince makedonského denáru (od roku 1993) | Mince makedonského denáru (od roku 1993) | Mince makedonského denáru (od roku 1993) | Mince makedonského denáru (od roku 1993) |
| Obrázek                                  | Hodnota                                  | Technické parametry                      | Technické parametry                      | Technické parametry                      | Popis                                    | Popis                                    | Popis | Datum                                    | Datum                                    | Datum                                    | Datum                                    |                                          |
| Obrázek                                  | Hodnota                                  | Průměr                                   | Hmotnost                                 | Složení                                  | Hrana                                    | Revers                                   | Avers | Ražby                                    | Uvedení do oběhu                         | Stažení z oběhu                          | Do                                       |                                          |
| ---------------------------------------- | ---------------------------------------- | ---------------------------------------- | ---------------------------------------- | ---------------------------------------- | ---------------------------------------- | ---------------------------------------- | --- | ---------------------------------------- | ---------------------------------------- | ---------------------------------------- | ---------------------------------------- | ---------------------------------------- |
|                                          | 50 deni                                  | 21,5 mm                                  | 4,1 g                                    | CuZn15                                   | Hladká                                   | Hodnota, 16 slunečních paprsků           | РЕПУБЛИКА МАКЕДОНИЈА, rok ražby; letící racek                                                                            | 1993                                     | 10. května 1993                          | 1. leden 2013                            | neurčené datum                           |                                          |
|                                          | 1 denár                                  | 23,80 mm                                 | 5,1 g                                    | CuNi3Zn17                                | Hladká                                   | Hodnota, 16 slunečních paprsků           | РЕПУБЛИКА МАКЕДОНИЈА, rok ražby; šarplaninec                                                                             | 1993 1997 2001 2006 2008 2014 2016       | 10. května 1993                          | v oběhu                                  | v oběhu                                  |                                          |
|                                          | 2 denáry                                 | 25,50 mm                                 | 6,2 g                                    | CuNi3Zn17                                | Hladká                                   | Hodnota, 16 slunečních paprsků           | РЕПУБЛИКА МАКЕДОНИЈА, rok ražby; pstruh letnica (Salmo letnica).                                                         | 1993 1997 2001 2006 2008 2018            | 10. května 1993                          | v oběhu                                  | v oběhu                                  |                                          |
|                                          | 5 denárů                                 | 27,5 mm                                  | 7,2 g                                    | CuNi3Zn17                                | Hladká                                   | Hodnota, 16 slunečních paprsků           | РЕПУБЛИКА МАКЕДОНИЈА, rok ražby; balkánský rys (Lynx lynx balcanicus).                                                   | 1993 1997 2001 2006 2008                 | 10. května 1993                          | v oběhu                                  | v oběhu                                  |                                          |
|                                          | 10 denárů                                | 24,5 mm                                  | 6,6 g                                    | Cu70Ni12Zn18                             | Hladká                                   | Hodnota, 16 slunečních paprsků           | РЕПУБЛИКА МАКЕДОНИЈА, rok ražby; páv, podlahová mozaika ze Stobi z 6. století n. l.                                      | 2008 2017                                | 15. listopadu 2008                       | v oběhu                                  | v oběhu                                  |                                          |
|                                          | 50 denárů                                | 26,5 mm                                  | 7,7 g                                    | Cu62Ni18Zn20                             | Hladká                                   | Hodnota, 16 slunečních paprsků           | РЕПУБЛИКА МАКЕДОНИЈА, rok ražby; archanděl Gabriel, freska z kostela svatého Jiří ve městě Kurbinovo z 12. století n. l. | 2008                                     | 15. listopadu 2008                       | v oběhu                                  | v oběhu                                  |                                          |

### Republika Severní Makedonie (2019–)
| Mince makedonského denáru (od roku 2020) | Mince makedonského denáru (od roku 2020) | Mince makedonského denáru (od roku 2020) | Mince makedonského denáru (od roku 2020) | Mince makedonského denáru (od roku 2020) | Mince makedonského denáru (od roku 2020) | Mince makedonského denáru (od roku 2020) | Mince makedonského denáru (od roku 2020)             | Mince makedonského denáru (od roku 2020) | Mince makedonského denáru (od roku 2020) | Mince makedonského denáru (od roku 2020) | Mince makedonského denáru (od roku 2020) | Mince makedonského denáru (od roku 2020) |
| Obrázek                                  | Hodnota                                  | Technické parametry                      | Technické parametry                      | Technické parametry                      | Popis                                    | Popis                                    | Popis                                                | Datum                                    | Datum                                    | Datum                                    | Datum                                    |                                          |
| Obrázek                                  | Hodnota                                  | Průměr                                   | Hmotnost                                 | Složení                                  | Hrana                                    | Revers                                   | Avers                                                | ražby                                    | uvedení do oběhu                         | stažení z oběhu                          | do                                       |                                          |
| ---------------------------------------- | ---------------------------------------- | ---------------------------------------- | ---------------------------------------- | ---------------------------------------- | ---------------------------------------- | ---------------------------------------- | ---------------------------------------------------- | ---------------------------------------- | ---------------------------------------- | ---------------------------------------- | ---------------------------------------- | ---------------------------------------- |
|                                          | 1 denár                                  | 23,80 mm                                 | 5,1 g                                    | CuNi3Zn17                                | Hladká                                   | Hodnota, 16 slunečních paprsků           | РЕПУБЛИКА СЕВЕРНА МАКЕДОНИЈА, rok ražby; šarplaninec | 2020                                     | 1. dubna 2021                            | v oběhu                                  | v oběhu                                  |                                          |